# Sint-Johannes Evangelistkerk (Meterik)
De Sint-Johannes Evangelistkerk oftewel de Sint-Jan Evangelistkerk is de parochiekerk van Meterik.

## Geschiedenis
Eind 19e eeuw was hadden de Meterikse boeren de wens om een eigen kapel te bouwen. Er was veel protest, vooral de toenmalige pastoor en koster van Horst waren tegen. Meterik werd in de tijd namelijk De Boterpot van Horst genoemd, vanwege het vele geld dat de parochianen aan de Horster kerk gaven. Wanneer ze een eigen kerk zouden hebben, liep de Horster kerk veel offergeld mis.
Ondanks alles kon toch op 1 mei 1899 de eerste steen voor de kapel worden gelegd. Het geld voor de bouw was bij elkaar verzameld door de winst van de eveneens in dat jaar gebouwde korenmolen.
In 1900 was de kapel (ontwerp van Caspar Franssen) gereed, maar pas in 1904 kreeg het dorp de eerste rector; Rector de Fauwe.
Het dorp groeide, en in 1923 werd de kapel te klein. De kapel werd vergroot en voorzien van een toren, ontworpen door Joseph Franssen.
In november 1942 werden de drie luidklokken door de Duitsers gestolen, en op 22 november 1944 werd de kerk door hen opgeblazen. Het hele gebouw werd daarbij verwoest. De (veel te kleine) bondzaal werd daarna als noodkerk gebruikt.
Al in augustus 1946 werd begonnen met de herbouw van de kerk. Deze werd wederom door Joseph Franssen in oude stijl herbouwd.
Tegenwoordig (2013), worden er regelmatig Poolse missen in de kerk gehouden.